# Casimir Kossi Akoto
Pour les articles homonymes, voir Akoto.
Casimir Akoto Kossi (né le 3 mars 1969 à Togoville)  est un ancien athlète togolais, spécialiste du 200 m, du 400 m et du 4 × 100 m, ayant notamment participé aux Jeux Olympiques de Barcelone en 1992, et aux Jeux Olympiques d'Atlanta en 1996.
Son record sur 200 m est de 20 s 87, qui est aussi le record togolais. Il a été réalisé à Bondoufle le 23 juin 1996. L'année précédente, il avait couru le 400 m en 46 s 92 à Viry-Châtillon . Il détient aussi le record du relais 4 × 100 m.
Il a évolué en France sous les couleurs de l'ASPTT Poitiers et de l'ENA Angers Athlétisme.

## Carrière

### Jeux Olympiques de Barcelone
Qualifié au sein de l'équipe nationale du Togo pour les Jeux de Barcelone en 1992, Casimir Akoto Kossi participe aux épreuves du 400 m et du 4 × 100 m. Sur 400 m, il est éliminé lors de la troisième série, en prenant la sixième place en 46 s 97 d'une course dominée par l'américain Quincy Watts, qui deviendra champion olympique quelques jours plus tard.
Sur l'épreuve du 4 × 100, l'équipe togolaise, dont Casimir Akoto est le quatrième et dernier relayeur, se hisse en demi-finale en prenant la cinquième place de sa série en 39 s 77. En demi-finale, l'équipe est éliminée en prenant la septième place de sa course en 39 s 84 . 

### Championnats du monde de Stuttgart
En 1993, il se qualifie pour les Championnats du monde organisés par l'IAAF à Stuttgart, en Allemagne. Il participe au 400 m, et se classe septième de sa série dans le temps de 47 s 91 .

### Jeux Olympiques d'Atlanta
En 1996, lors des Jeux d'Atlanta, Casimir Akoto (1,67 m pour 73 kg) se classe sixième de sa série sur 400 m dans le temps de 46 s 94. Sur 4 × 100m, épreuve dont il est à nouveau le dernier relayeur, l'équipe togolaise ne parvient pas à se qualifier pour les demi-finales en prenant la quatrième place de sa série en 39 s 56, derrière la Jamaïque, l'Espagne et la Côte d'Ivoire .